# لانگنهان
لانگنهان (به آلمانی: Langenhahn) یک شهر در آلمان است که در وستروالدکرایس واقع شده‌است. لانگنهان ۱٬۴۴۹ نفر جمعیت دارد.